# 데카브리스트의 난
데카브리스트의 난은 1825년 12월, 러시아 제국에서 일부 청년 장교들이 입헌군주제의 실현을 목표로 일으킨 난이다. 이 데카브리스트의 난은 유럽의 자유주의 사상에 영향을 받아 일어난 일이었다. 여기서 데카브리스트란, 개혁을 부르짖으며 혁명을 일으켰던 청년 장교들을 총칭해서 부르는 말이다.
데카브리스트의 난을 진압한 니콜라이 1세는 자유주의 운동에 위협을 느껴, 전제 정치를 더욱 강화하게 된다.

## 개요

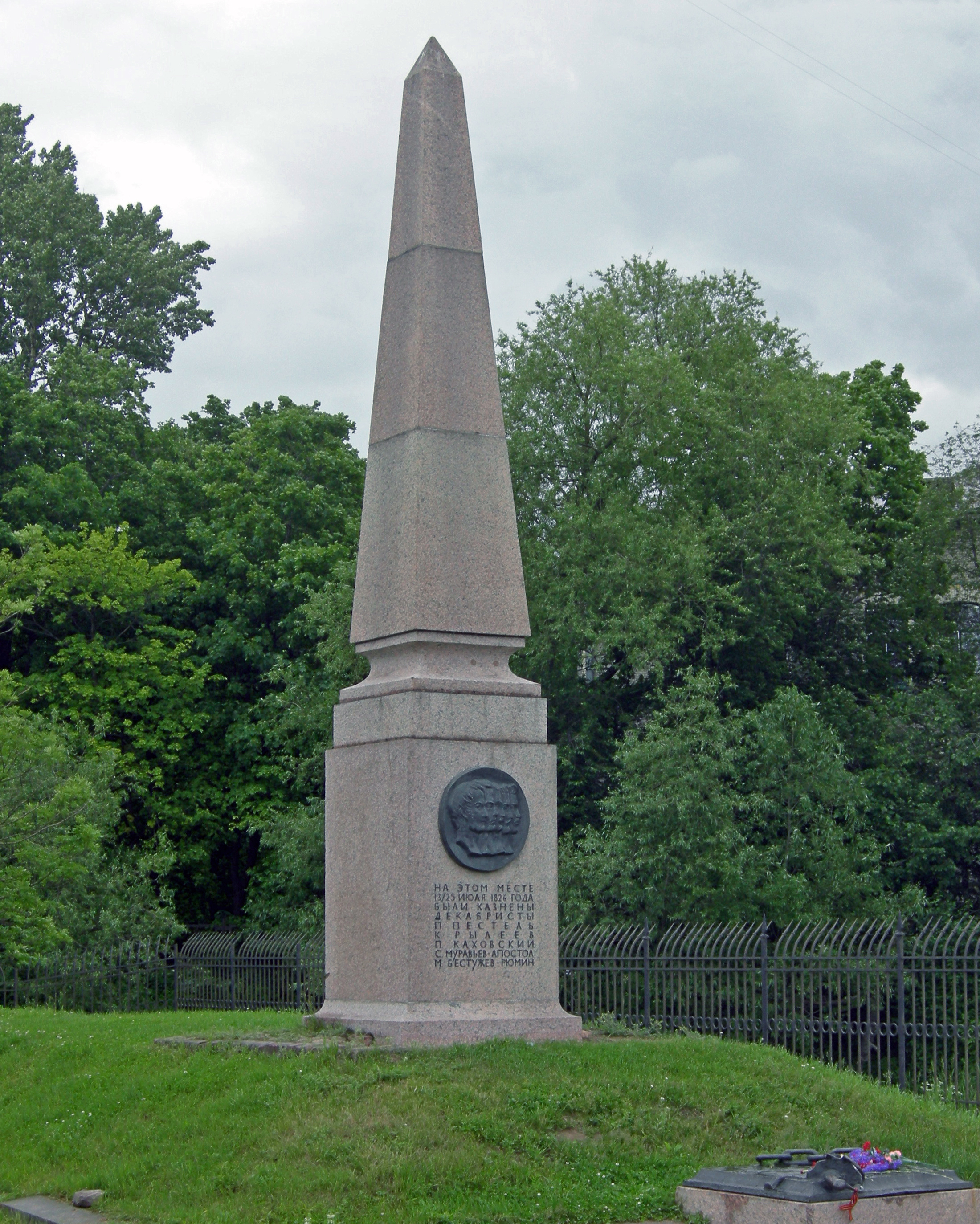

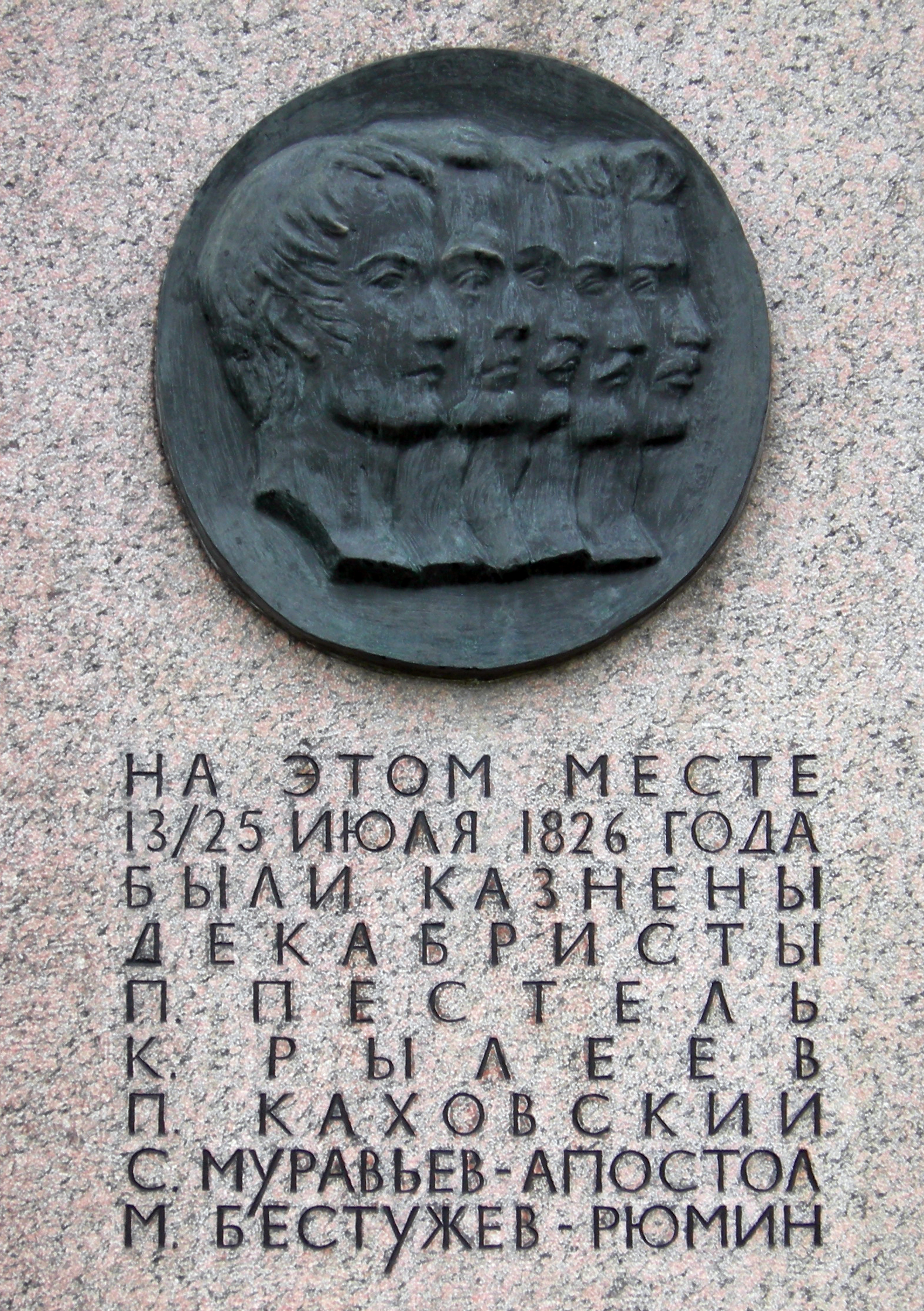
데카브리스트들을 기리는 비석,. 내용은 다음과 같다. '이 자리에서 1826년 7월 13,25일에 다음과 같은 데카브리스트들의 처형이 있었다. 페스텔, 릴리예프, 카홉스키, 무라비요프 아폿탈, 페스트체프 류민'

19세기 전반기 농노제와 전제정치가 존속하여 빈곤한 삶에 빠져 있던 러시아 제국에 자유주의사상이 전파되어 영향을 받게 된다. 이는 나폴레옹 전쟁 때, 나폴레옹을 추격해 유럽을 원정했던 진보적인 성향의 청년 귀족들 사이에 자유주의 분위기 영향을 받은 것에서 시작된다.
이들은 1816년부터 구제동맹이라는 결사를 조직하였으나 중간에 사상적 차이로 인하여 공화제를 주장하는 남부결사, 입헌 군주제를 주장하는 북부결사, 연방제를 주장하는 통일슬라브 결사 등으로 분열되었으나 활동은 활발하게 계속되었다. 이들은 상트페테르부르크와 우크라이나를 중심으로 활동을 하였는데, 1825년 알렉산드르 1세가 사망하면서 3주 동안 후계계승 논쟁으로 혼란한 공백기가 이어지자, 수도 상트페테르부르크의 일부 청년장교들이 혼란한 기간을 틈타 봉기를 계획했다. 이들은 니콜라이 1세에게 충성을 거부하고, 1825년 12월 14일에 봉기를 하게 된다. 이들은 입헌군주제와 농노제 폐지 등 서부 유럽같이 자유주의사상을 실현하고자 했었다. 그러나, 봉기는 준비와 조직이 충분하지 못하였고 실행직전에 남부결사의 지도자였던 파벨 페스텔이 우연한 경위로 체포됨에 따라 사전에 계획이 니콜라이 1세의 귀에 들어갔기 때문에 곧 쉽게 진압되었다. 임시정부의 권력자가 될 예정이던 세르게이 트루베츠코이 공작은 도망쳤다. 곧이어 봉기를 일으킨 체르니고프의 연대도 역시 쉽게 진압되어 무너졌다. 이어서 니콜라이 1세가 이 사건에 직접 참여하여 광범위한 조사가 이루어졌다. 그 결과, 121명의 데카브리스트가 재판을 받았고, 그 가운데 파벨 페스텔, 릴리예프, 카홉스키, 세르게이 무라비요프, 페스트체프 류민 5명이 1826년 7월 25일에 처형당했고, 31명이 감옥에 수감되었으며, 나머지는 모두 시베리아로 유배당했다.

## 같이 보기
- 자유주의
- 러시아 제국